# Phytoseius jurute
Phytoseius jurute är en spindeldjursart som beskrevs av Demite, Lofego och Fabiola Feres 2008. Phytoseius jurute ingår i släktet Phytoseius och familjen Phytoseiidae. Inga underarter finns listade i Catalogue of Life.